# Boj za severno mejo
Boj za severno mejo (v nemščini imenovan Kärntner Abwehrkampf - koroški obrambni boj) je bil spopad, v katerem so se za etnično mešano ozemlje Koroške in Štajerske borili Slovenci in Nemci (Avstrijci).
V prizadevanju za uresničitev programa Zedinjene Slovenije v okviru Države SHS in pozneje Kraljevine SHS so se Slovenci že ob razpadu začeli bojevati za določitev severne meje po narodnostni meji. V boju za severno mejo na Koroškem so sodelovali slovenski prostovoljci pod poveljnikoma Antonom Lavričem in Franjem Malgajem ter vojaki generala Maistra, pozneje tudi vojaki (večinoma Slovenci) redne jugoslovanske vojske. Maja in junija 1919 so zasedli vso slovensko Koroško, toda pariška mirovna konferenca se je odločila za izvedbo plebiscita na ozemlju severno od Karavank. Koroški plebiscit je bil izveden 10. oktobra 1920 in po njem je v skladu z določili senžermenske mirovne pogodbe plebiscitno ozemlje s koroškimi Slovenci pripadlo Avstriji. Na Štajerskem je general Maister obranil slovenski del Štajerske in dosegel mejo na Kobanskem in Muri; v Avstriji so ostali Slovenci na območju Radgone.
Po njih se imenuje Osnovna šola borcev za severno mejo na Pobrežju.